# Латинська Америка (енциклопедичний довідник)
Латинська Америка. Енциклопедичний довідник (рос. Латинская Америка. Энциклопедический справочник) — двотомний радянський російськомовний енциклопедичний довідник присвячений Латинській Америці. Підготовлений Інститутом Латинської Америки Академії наук СРСР та видавництвом «Советская энциклопедия» і виданий протягом 1979—1982 років у Москві. Роздрібна ціна першого тому складала 7 карбованців 80 копійок, другого — 7 карбованців 70 копійок.
У довіднику представлено все різноманіття природних умов та економічних ресурсів країн Латинської Америки, історію латиноамериканських народів, які внесли вагомий внесок у світову культуру, відображений соціально-економічний, політичний та культурний розвиток регіону з найдавніших часів і до 1980-х років.
Підготовка даного видання зажадала як збору великої інформації про Латинську Америку, її систематизації і узагальнення, так і творчого підходу до відбору і викладу цього матеріалу. У зв'язку з тим, що багато проблем у галузі латиноамериканістики були мало вивчені на той час, автори та редакційний колектив провели спеціальні дослідження з низки питань. Особливу увагу тоді приділили історії національно-визвольного, робітничого та комуністичного руху та розвитку відносин країн Латинської Америки з Радянським Союзом.

## Зміст
Довідник складається із Загального огляду, Енциклопедичного словника, а також Додатків. Дані з різних питань, що містяться в довіднику, надають різні дати, що пов'язано зі станом статистики в окремих країнах, а також за регіоном в цілому.
- Загальний огляд містить характеристику латиноамериканського регіону загалом. Окремі розділи присвячені географії, історії, економіці, міжнародним відносинам, стану науки та культури країн Латинської Америки.
- Енциклопедичний словник налічує 5197 статей. Серед них комплексні огляди окремих країн Латинської Америки, багато термінів, що належать до різних об'єктів фізичної та економічної географії, статті про історичні події, пам'ятні дати, про народи, мови, стародавні культури та пам'ятки мистецтва. Значне місце відведено біографічним статтям про національних героїв, відомих політичних і державних діячів, вчених, представників культури та мистецтва Латинської Америки (1 350 статей)[2]. Багато з подібних довідок публікувалися вперше. Широко представлені міжамериканські регіональні організації та об'єднання.
- Додатки до довідника включають список президентів латиноамериканських країн з моменту виникнення незалежних держав на території регіону, перелік національних свят, хронологію встановлення дипломатичних відносин між СРСР та країнами Латинської Америки, таблицю національних одиниць виміру та іншу інформацію.

У довіднику розміщено 2 199 ілюстрацій, серед яких близько 130 загальногеографічних, історичних, етнографічних та політичних карт.

## Авторський колектив
Довідник являє собою колективну працю понад 300 радянських та зарубіжних фахівців. Серед зарубіжних вчених — представники Академії наук Республіки Куби, науковці Аргентини, Бразилії, Венесуели, Мексики, Перу, Уругваю, Чилі, Еквадору та інших країн.
Головний редактор — Віктор Вольський; члени редколегії: Микола Алексєєв, Мойсей Альперович, Маргарита Билінкіна, Е. А. Воліна, Анатолій Глінкін (заступник головного редактора), Олег Дарусенков, Н. Г. Дубровська, Юрій Зубрицький, Лев Клочковський, Михайло Кудачкін, Володимир Кузьміщев, Віра Кутейщикова, Н. М. Лавров, Е. Г. Лапшев, Е. Н. Лукашова, М. В. Мартинов, Яків Машбиць, Борис Мерин, Н. В. Мостовець, Г. Н. Пастернак (заступник головного редактора), Вадим Полевой, З. І. Романова, К. С. Тарасов, Ігор Шереметьєв, Анатолій Шульговський (заступник головного редактора).